# Montse Tomé
Montserrat "Montse" Tomé Vázquez, född den 11 maj 1982 i Oviedo, är en spansk fotbollstränare och före detta fotbollsspelare.

## Karriär
Montse Tomé inledde sin seniorkarriär i Real Oviedo år 2002. Hon har även spelat i Levante UD innan hon 2010 värvades av FC Barcelona. Hon har även representerat den spanska damlandslaget där hon debuterade år 2003. 2023 tog hon över som förbundskapten för den spanska damlandslaget.